# Изогональная фигура
Изогональный или вершинно транзитивный многогранник — многогранник, все вершины которого эквивалентны. В частности все вершины окружены одним и тем же видом  граней в том же самом (или обратном) порядке и с теми же самыми углами между соответствующими гранями.
Термин также может быть применён к многоугольникам или замощениям и так далее.
Формально, мы говорим, что для любых двух вершин существует симметрия политопа, отображающая первую вершину изометрично во вторую. Другой путь сказать то же самое — что группа автоморфизмов политопа транзитивна на его вершинах, или что вершины лежат внутри одной орбиты симметрии.
Все вершины конечной n-мерной изогональной фигуры существуют на (n-1)-сфере.
Термин изогональный давно использовался в контексте многогранников.
Термин вершинно транзитивный является синонимом, позаимствованным из современных идей  групп симметрии и теории графов.
Четырёхскатный повернутый купол — не являющийся изогональным — демонстрирует, что утверждение «все вершины выглядят одинаковыми» не столь ограничительно, как определение, приведённое выше, которое вовлекает группу изометрий, сохраняющую многогранник или мозаику.

## Изогональные многоугольники и бесконечноугольники
|                                                   |
|                                                   |
| Изогональные бесконечноугольники                  |
|                                                   |
|                                                   |
|                                                   |
|                                                   |
|                                                   |
|                                                   |
| Изогональные пространственные бесконечноугольники |

Все правильные многоугольники, бесконечноугольники и правильные звёздчатые многоугольники являются изогональными. Двойственная фигура для изогонального многоугольника — изотоксальный многоугольник.
Некоторые многоугольники с чётным числом сторон и бесконечноугольники, с попеременными двумя длинами сторон, например прямоугольник, являются изогональными.
Все плоские изогональные 2n-угольники имеют диэдральную симметрию (Dn, n=2,3,...) с осями симметрии через середины сторон.
| D2                                                                                             | D3                                                                       | D4                                                                                   | D7                                                                                         |
| ---------------------------------------------------------------------------------------------- | ------------------------------------------------------------------------ | ------------------------------------------------------------------------------------ | ------------------------------------------------------------------------------------------ |
| Изогональные прямоугольники и скрещенные прямоугольники имеют одно и то же расположение вершин | Изогональная гексаграмма с 6 идентичными вершинами и двумя длинами рёбер | Изогональный выпуклый восьмиугольник с синими и красными радиальными осями симметрии | Изогональный «звёздчатый» четырнадцатиугольник с одним типом вершин и двумя типами рёбер . |

## Изогональные 3-мерные многогранники и 2D-мозаики
|                                              |
| Деформированная квадратная мозаика           |
|                                              |
| Деформированная усечённая квадратная мозаика |

Изогональный многогранник (3D) и 2D-мозаика имеют единственный вид вершин. Изогональный многогранник с правильными гранями является также однородным многогранником и может быть представлен нотацией вершинной конфигурации, путём последовательного перечисления граней вокруг каждой вершины. Геометрически  деформированные варианты однородных многогранников и мозаик могут также быть заданы вершинной конфигурацией.
| D3d, порядок 12                      | Th, порядок 24                   | Oh, порядок 48               | Oh, порядок 48     |
| 4.4.6                                | 3.4.4.4                          | 4.6.8                        | 3.8.8              |
| ------------------------------------ | -------------------------------- | ---------------------------- | ------------------ |
| Деформированная шестиугольная призма | Деформированный ромбокубооктаэдр | Слегка усечённый кубооктаэдр | Сверхусечённый куб |

Изогональные 3D-многогранники и 2D-мозаики можно классифицировать далее
- Правильный — если он также изоэдрален (транзитивен по граням) и изотоксален (рёберно транзитивен). Из этого следует, что все грани многогранника являются правильными многоугольниками одного вида.
- Квазиправильный — если он также изотоксален (рёберно транзитивен), но не изоэдрален  (транзитивен по граням).
- Полуправильный — если любая грань является правильным многоугольником, но многогранник не изоэдрален (транзитивен по граням) или не изотоксален (рёберно транзитивен). (Определение полуправильного многогранника зависит от автора. Некоторые авторы исключают тела с диэдральной симметрией или невыпуклые тела.)
- Однородный — если любая грань является правильным многоугольником, т.е. многогранник правильный, семиправильный или полуправильный.
- Благородный[англ.] — если он также изоэдрален (транзитивен по граням).

## Размерность N(> 3) — изогональные многогранники и мозаики
Определения изогональных фигур могут быть распространены на многогранники более высоких размерностей и соты. В общем случае все однородные многогранники являются изогональными, например, однородные 4-мерные многогранники и выпуклые однородные соты.
Двойственный многогранник для изогонального многогранника является изотопическим, т.е. транзитивен по фасетам.

## k-изогональные и k-однородные фигуры
Многогранник или соты называются k-изогональными, если его вершины образуют k классов транзитивности. Более ограничивающий термин, k-однородный определяется как k-изогональная фигура, состоящая только из  правильных многоугольников. Они могут быть представлены визуально различными цветами однородной раскраски.
| Этот усечённый ромбододекаэдр является 2-изогональным, поскольку он содержит два класса транзитивности вершин. Этот многогранник состоит из квадратов и сплюснутых шестиугольников. | Эта полуправильная мозаика является также 2-изогональной (и 2-однородной). Эта мозаика состоит из правильных треугольных и правильных шестиугольных граней. | 2-изогональная 9/4 эннеаграмма |